# Pillowtalk
Pillowtalk è un singolo del cantante britannico Zayn, pubblicato il 29 gennaio 2016 come primo estratto dal primo album in studio Mind of Mine.
Pillowtalk è stata ben accolta dalla critica musicale, che si è complimentata per la svolta artistica del cantante e per la sua prestazione vocale. Accompagnato dall'apposito videoclip, il brano ha raggiunto il primo posto delle classifiche in 12 Paesi, tra cui la Billboard Hot 100 e la Official Singles Chart.

## Descrizione
Scritta dallo stesso Zayn assieme ai fratelli Anthony e Michael Hannides e Joe Garrett, Pillowtalk è il primo brano pubblicato dall'artista in seguito alla sua separazione dagli One Direction avvenuta nel marzo 2015 ed è caratterizzato da sonorità maggiormente alternative R&B, R&B ed elettroniche, in contrasto con quelle pop rock tipiche del gruppo di cui ha fatto parte.
Nel testo, il cantante parla nel modo in cui l'amore sia così forte da poter influenzare le persone che ne sono affette, come se fosse una sorta di malattia.

## Pubblicazione
La canzone è stata messa in rotazione radiofonica a partire dal 16 gennaio 2016 negli Stati Uniti d'America, per poi venir pubblicato per il download digitale il 29 dello stesso mese.
Il 25 febbraio è stato pubblicato su Snapchat per il download gratuito un remix del brano, che ha visto la partecipazione del rapper Lil Wayne. Del brano esiste anche una versione acustica.

## Video musicale
Il video musicale, diretto da Bouha Kazmi, è stato pubblicato in concomitanza con il lancio del singolo e ha come protagonisti lo stesso Zayn e la modella Gigi Hadid.

## Tracce
Download digitale
1. Pillowtalk – 3:23

Download digitale – Acoustic
1. Pillowtalk (The Living Room Session) – 2:25

Download digitale – Remix
1. Pillowtalk (Lil Wayne Remix) – 3:41

## Successo commerciale
Pillowtalk ha debuttato direttamente in cima alla Official Singles Chart del Regno Unito, grazie ad una vendita di 112 497 copie distribuite nel corso della prima settimana di permanenza, risultando il singolo venduto in minor tempo del 2016. La canzone, che rappresenta la prima numero 1 per Malik, ha venduto 82.264 nella seconda settimana, 71.578 nella terza, 58.732 nella quarta e 49.604 nella quinta, mantenendo la prima posizione. In Gran Bretagna è divenuto il singolo più suonato dalle radio per 2 settimane, e ha registrato oltre 4,9 milioni di streaming, classificandosi come 5° canzone più scaricata su iTunes e il più riprodotto su Spotify.
Negli Stati Uniti d'America, Pillowtalk ha esordito alla 1 posizione della Billboard Hot 100 il 20 febbraio 2016, con 267 000 copie vendute nella prima e unica settimana in cui il brano ha resistito in vetta alla classifica. Si tratta della prima volta nella storia della musica in cui un artista inglese riesce a piazzare il suo singolo d'esordio in cima alla Billboard, e la terza in assoluto, dopo Candle in the Wind di Elton John e Hello di Adele. Inoltre, Zayn non era mai riuscito a superare tale traguardo con gli One Direction (il singolo Best Song Ever, nel 2013, aveva toccato il picco posizione al 2º posto); era dal 1970, da quando l'ex Beatles George Harrison lanciò il suo singolo My Sweet Lord, che un vecchio membro di una boy band non riusciva a posizionare un singolo d'esordio in vetta alla Billboard Hot 100.
La canzone ha raggiunto la prima posizione in altri 10 Paesi del mondo, come l'Australia, Canada, Nuova Zelanda, Irlanda, Portogallo, Svezia ed Ungheria.

## Classifiche

### Classifiche settimanali
| Classifica (2016) | Posizione massima |
| ----------------- | ----------------- |
| Australia         | 1                 |
| Austria           | 3                 |
| Belgio (Fiandre)  | 18                |
| Belgio (Vallonia) | 19                |
| Canada            | 1                 |
| Danimarca         | 5                 |
| Finlandia         | 6                 |
| Francia           | 4                 |
| Germania          | 5                 |
| Irlanda           | 1                 |
| Italia            | 3                 |
| Libano            | 3                 |
| Lussemburgo       | 7                 |
| Messico           | 4                 |
| Norvegia          | 2                 |
| Nuova Zelanda     | 1                 |
| Paesi Bassi       | 9                 |
| Polonia           | 21                |
| Portogallo        | 1                 |
| Regno Unito       | 1                 |
| Repubblica Ceca   | 2                 |
| Slovacchia        | 1                 |
| Spagna            | 2                 |
| Stati Uniti       | 1                 |
| Svezia            | 1                 |
| Svizzera          | 15                |
| Ungheria          | 1                 |

### Classifiche di fine anno
| Classifica (2016) | Posizione |
| ----------------- | --------- |
| Australia         | 32        |
| Belgio (Fiandre)  | 86        |
| Brasile           | 25        |
| Danimarca         | 35        |
| Francia           | 104       |
| Germania          | 88        |
| Italia            | 51        |
| Nuova Zelanda     | 19        |
| Paesi Bassi       | 37        |
| Regno Unito       | 24        |
| Stati Uniti       | 22        |
| Spagna            | 67        |
| Svezia            | 30        |
| Svizzera          | 68        |
| Ungheria          | 36        |